# Whenever
«Whenever» — песня американской группы The Black Eyed Peas, выпущенная 26 сентября 2011 года во Франции в качестве третьего промосингла к их шестому студийному альбому The Beginning.

## Предыстория
Песня «Whenever» могла стать вторым полноценным синглом, однако, при голосовании фанатов на странице группы в соц. сети DipDive она немного уступила песне «Just Can't Get Enough». В августе 2011 года французские музыкальные СМИ стали распространять информацию о возможном релизе сингла «Whenever». 24 августа французское подразделение лейбла «Polydor» подтвердило выпуск «Whenever» во Франции.

## Релиз
Сингл «Whenever» был выпущен на французском радио 26 сентября 2011 года, откуда перешёл во франкоязычные радиостанции Бельгии (Валлонии).

## Создатели песни
- Продюсер: will.i.am
- Авторы: William Adams, Stacy Ferguson
- Программирование ударных, Moog Bass и синтезатор (приложение для iPad): will.i.am
- Гитара: Alain Whyte
- Пианино: Keith Harris
- Запись и создание музыки: will.i.am и Padraic “Padlock” Kerin в студиях «Germano Studios» в Нью-Йорке и «Glenwood Place Studios» в Бербанке, штат Калифорния

Источник:

## Чарты
| Чарт (2011)          | Наивысшая позиция |
| -------------------- | ----------------- |
| Ultratop (Валлония)  | 26                |
| Ultratip (Валлония)  | 6                 |
| SNEP (Airplay Chart) | 2                 |
| SNEP (Singles Chart) | 14                |